# John Podesta
John David Podesta Jr. (Chicago, 8 gennaio 1949) è un giurista e politico statunitense, dal 1998 al 2001 Capo di gabinetto della Casa Bianca del Presidente degli Stati Uniti d'America Bill Clinton, dal 2014 al 2015 consigliere del presidente Barack Obama, nel 2016 presidente della campagna elettorale alle presidenziali di quell'anno di Hillary Clinton, dal 2024 Consigliere anziano per la politica climatica internazionale.

## Biografia
Podesta ha passato molti anni della sua giovinezza a Chicago, dove è cresciuto nella zona di Jefferson Park, nel Northwest Side della città con suo padre, di origini italiane, John David Podesta Sr, con sua madre di origine greca, Mary Kokoris, e con suo fratello Tony. Nel 1967 si è diplomato alla Lane Technical High School di Chicago. Un anno più tardi, nel 1970, ha incontrato Bill Clinton, entrambi impegnati nel Connecticut a favore di Joseph Duffey, un candidato per il Senato degli Stati Uniti. Nel 1971, Podesta si è laureato al Knox College di Galesburg, Illinois dove è stato anche un volontario per la candidatura presidenziale di Eugene McCarthy Ha frequentato poi il Georgetown University Law Center dove si è laureato nel 1976.

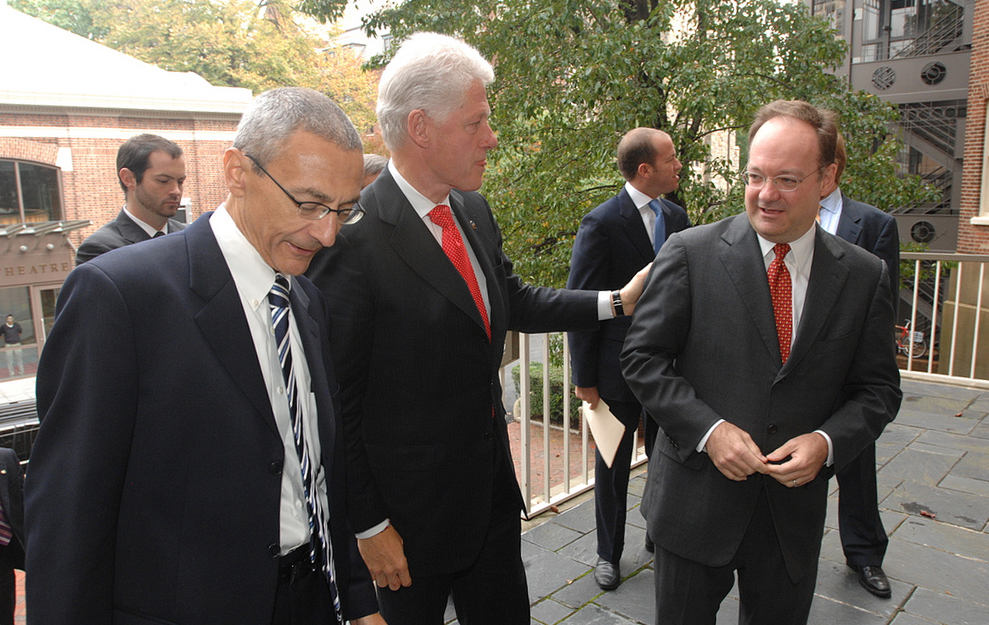
Podesta con Bill Clinton e il presidente della Georgetown University John J. DeGioia nel 2006

Podesta ha lavorato dal 1976 al 1977 come avvocato per l'Honors Program in the Land and Natural Resources Division del Dipartimento di Giustizia degli Stati Uniti, e dal 1978 al 1979 come Special Assistant del direttore della ACTION, l'agenzia governativa di volontariato.

Il 6 giugno 1998, durante il discorso pronunciato alla cerimonia di consegna dei diplomi del Knox College, la sua alma mater, John Podesta ha parlato dei primi anni della sua famiglia: 

### Attività politica

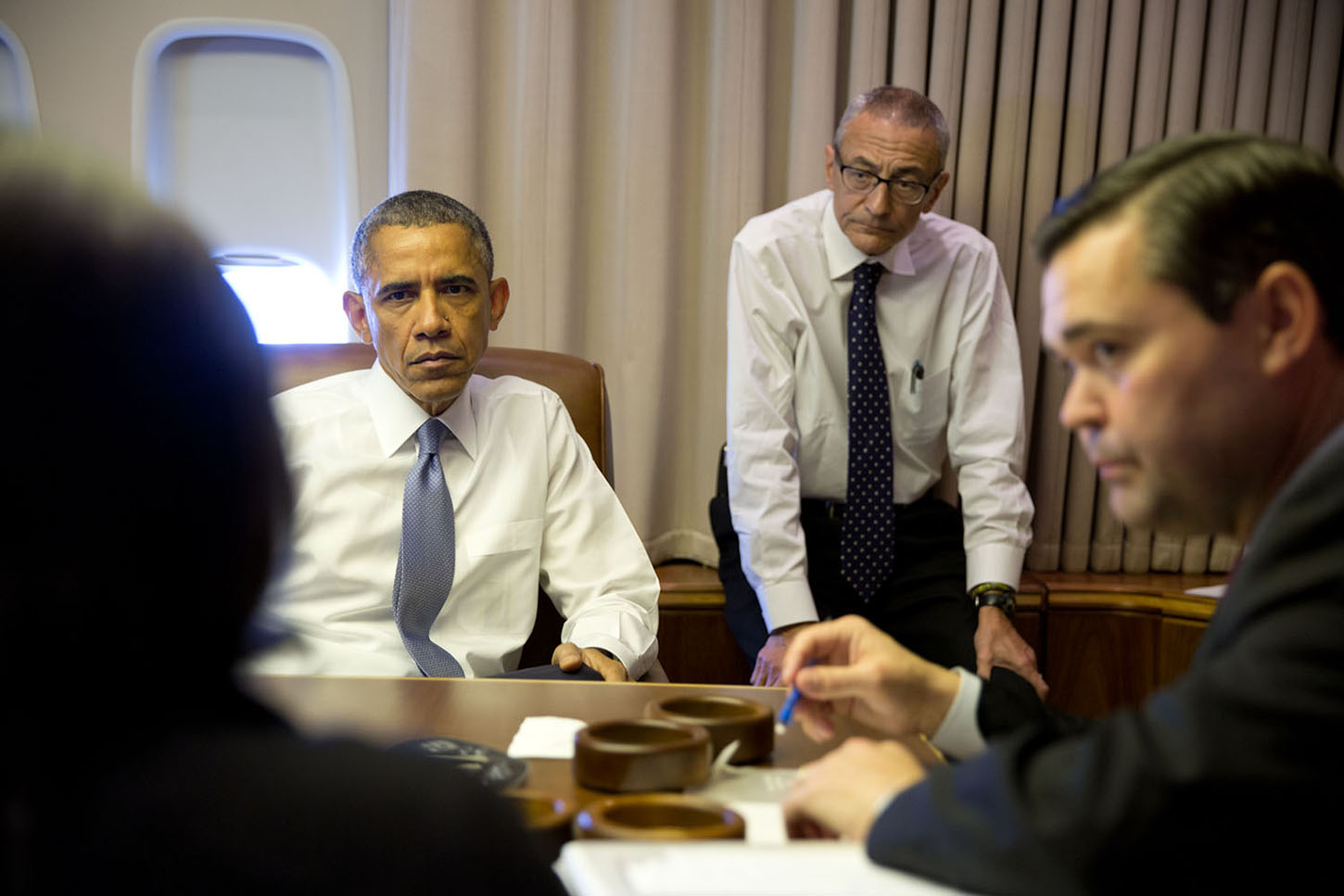
Il presidente Obama con John Podesta e Susan Rice a bordo dell'Air Force One diretto a Nuova Delhi nel 2015

Podesta ha ricoperto incarichi a Capitol Hill, tra cui consigliere del senatore democratico Thomas Daschle (1995-96); consigliere capo della commissione agricoltura del Senato (1987-88); Chief Minority Counsel per la sottocommissione giudiziaria del Senato degli Stati Uniti su brevetti, diritti d'autore e marchi; sicurezza e terrorismo; riforma normativa; consigliere dello staff di maggioranza della commissione giudiziaria del Senato (1979-81). Nel 1988, lui e suo fratello Tony co-fondarono la Podesta Associates, Inc., una società di lobbying di Washington, D.C., "government relations and public affairs". Noto come Gruppo Podesta, l'azienda "ha stretti legami con il Partito Democratico e l'amministrazione Obama [ed] è stata mantenuta da alcune delle più grandi società del paese, tra cui Wal-Mart, BP e Lockheed Martin". Podesta incoraggiò l'Ordine esecutivo 12958, che permise la declassificazione di milioni di pagine sulla storia della sicurezza diplomatica degli Stati Uniti.

#### Presidenza Clinton
Podesta ha prestato servizio sia come assistente del presidente Bill Clinton che come vice capo di gabinetto. In precedenza, dal gennaio 1993 al 1995, è stato assistente del presidente, del segretario del personale e di un consulente politico di alto livello in materia di informazione governativa, privacy, sicurezza delle telecomunicazioni e politica normativa. Podesta è stato il primo membro dello staff della Casa Bianca ad avere la notizia dello scandalo Lewinsky e incaricato di gestire la crisi. Nel 1998, è diventato capo di gabinetto della seconda amministrazione Clinton e ha ricoperto l'incarico sino alla fine del mandato di Clinton nel gennaio 2001.
È stato tra i fodatori del Center for American Progress, think tank dei Democratici in contrapposizione ai conservatori Heritage Foundation e American Enterprise Institute.

#### Presidenza Obama
Nel novembre 2008 è stato co-presidente del team di transizione del presidente neoeletto Barack Obama.
Nel 2012-2013, in rappresentanza degli Stati Uniti, ha fatto parte del gruppo di esperti che aveva il compito di valutare l'agenda di sviluppo post-2015 su incarico del segretario generale dell'ONU Ban Ki-moon.
Nel 2014-2015 è stato Consigliere del presidente Obama: i suoi compiti includevano la supervisione del cambiamento climatico e della politica energetica.
Nel 2016 è stato presidente della campagna presidenziale per l'elezione di Hillary Clinton.

#### Presidenza Biden
Il 2 settembre 2022 è stato nominato dal presidente Biden Consigliere anziano per l'innovazione e l'attuazione dell'energia pulita per supervisionare l'attuazione dell'Inflation Reduction Act (IRA) e presiedere la National Climate Task Force presidenziale.
Il 31 gennaio 2024 è stato nominato dal presidente Biden Consigliere anziano per la politica climatica internazionale, in sostituzione dell'Inviato speciale per la gestione del clima John Kerry ma senza ricoprirne il ruolo.
Senatori Repubblicani hanno segnalato che «l'amministrazione evade deliberatamente la supervisione del Congresso sulla sua politica climatica internazionale».

## Vita privata
John e sua moglie Mary, un avvocato di Washington, D.C., si sono sposati nel 1978 e hanno tre figli.

## Critiche

### Email pubblicate da Wikileaks
Il nome di Podesta è collegato alla pubblicazione integrale nel 2016 da parte di Wikileaks di sue mail, rivolte allo staff elettorale democratico ma pure risalenti al periodo in cui era capo di gabinetto alla Casa Bianca.
La veridicità di tali email non è stata negata né confermata dai democratici e dalla candidata democratica alla Casa Bianca, Hillary Clinton, che si sono limitati ad accusare Wikileaks di complicità con la Russia.

### Ufologia
È noto alle cronache anche per essere un appassionato di UFO e per aver parlato pubblicamente più volte degli archivi ufficiali segreti americani sugli UFO

## Opere
- L'America del progresso. Un secolo di sinistra americana da Roosevelt a Obama, Marsilio Editori, 2010, ISBN 9788831706353.